# Lisa Fritsche
Lisa Fritsche (28 de abril de 1993) es una deportista alemana que compitió en piragüismo en la modalidad de eslalon.
Ganó dos medallas en el Campeonato Mundial de Piragüismo en Eslalon, oro en 2017 y plata en 2018, y dos medallas en el Campeonato Europeo de Piragüismo en Eslalon, oro en 2018 y plata en 2016.

## Palmarés internacional
| Campeonato Mundial | Campeonato Mundial             | Campeonato Mundial | Campeonato Mundial |
| Año                | Lugar                          | Medalla            | Competición        |
| ------------------ | ------------------------------ | ------------------ | ------------------ |
| 2017               | Pau (Francia)                  | Medalla de oro     | K1 por equipos     |
| 2018               | Río de Janeiro (Brasil)        | Medalla de plata   | K1 por equipos     |
| Campeonato Europeo |                                |                    |                    |
| Año                | Lugar                          | Medalla            | Competición        |
| 2016               | Liptovský Mikuláš (Eslovaquia) | Medalla de plata   | K1 por equipos     |
| 2018               | Praga (República Checa)        | Medalla de oro     | K1 por equipos     |